# Gardè
Gardè è il terzo album da solista del cantante italiano Danilo Sacco, pubblicato il 30 novembre 2018 dalla Artist First.

## Descrizione
Nella seconda metà del 2018 il cantante nel suo canale ufficiale annuncia per l'autunno del 2018 l'uscita del suo nuovo lavoro discografico a 4 anni di distanza dal precedente lavoro Minoranza Rumorosa uscito nel 2014. 
È un album composto da 13 album inediti  legati dall'umanità, prendono ispirazione da fatti realmente accaduti. Difatti il cantante essendo amante della storia utilizza il passato per trovare una chiave di lettura del presente.

## Singolo
Il singolo di lancio dell'album è Amico mio, pubblicato il 30 novembre 2018 in cocomitanza dell'uscita del disco. Il brano racconta la straordinaria storia di amicizia tra la leggenda del rugby sudafricano Joost Van Der Vesthuizen e l’avversario neozelandese Jonah Lomu.

## Tracce
1. Jesse E Lutz – 3:34
2. Sarò Qui Per Te – 3:21
3. Amico Mio – 4:12
4. New York 1911 – 3:25
5. Vedrai – 3:22
6. Ciao Vecchio Amore Mio – 3:47
7. La Rosa Violata – 3:18
8. Io Vivo Ancora – 3:31
9. Best – 3:50
10. Una Nuova Babele – 2:35
11. La Lunga Strada – 3:39
12. Spazza Via – 3:30
13. Gardè – 4:56